# Markus Weißkopf
Markus Weißkopf ist Wissenschaftskommunikator und Wissenschaftsjournalist. Seit Dezember 2022 ist er Redakteur beim Research.Table von Table Media. Zuvor war er von 2012 bis 2022 Geschäftsführer von Wissenschaft im Dialog sowie von 2016 bis 2020 Präsident der European Science Engagement Association (EUSEA).

## Leben
Weißkopf studierte Politikwissenschaft und Management an den Universitäten Konstanz und Madrid. Er arbeitete zunächst als Organisationsberater in Konstanz und wurde im Jahr 2007 zum Projektleiter, später Geschäftsführer des Hauses der Wissenschaft Braunschweig berufen. Dort verantwortete er den Aufbau der Organisation und des Programms, unter anderem etablierte er den Science-Slam als neues Format der Wissenschaftskommunikation.
Zum 1. Januar 2012 wurde er Geschäftsführer der Wissenschaft im Dialog gGmbH in Berlin. Dort verantwortete er bis zum 30. September 2022 neben bestehenden Projekten zur Wissenschaftskommunikation wie der MS Wissenschaft oder dem Videowettbewerb FastForwardScience die Entwicklung neuer Formate und Methoden und Stellungnahmen für die Politik.
Von Mai 2016 bis November 2020 war er Präsident der European Science Events Association, heute European Science Engagement Association (EUSEA). 2013 gründete er gemeinsam mit der Vorsitzenden des  Bundesverbandes Hochschulkommunikation Elisabeth Hoffmann den Think-Tank zur Zukunft der Wissenschaftskommunikation „Siggener Kreis“.

## Veröffentlichungen
- Weißkopf, M. / Lugger B. (2020); Science-Slams in der Welt der Wissenschaftskommunikation; in Niemann/Bittner/Hauser/Schrögel (Eds.) Science Slam. Multidisziplinäre Perspektiven auf eine populäre Art der Wissenschaftskommunikation.
- Mede, N.; Schäfer, M.; Ziegler, R.; Weißkopf, M. (2020); The ‘Replication Crisis’ in the Public Eye: Germans’ Awareness and Perceptions of the (Ir)Reproducibility of Scientific Research", in PUBLIC UNDERSTANDING OF SCIENCE.
- Weißkopf, M. (2019); Warum wir gute Wissenschaftskommunikation brauchen; in Mäder/Schurr (Eds.), Wissenschaft und Gesellschaft. Ein vertrauensvoller Dialog; Springer.
- Markus Weißkopf: Die Wissenschaft und ihre besondere Pflicht zur Kommunikation. wissenschaftskommunikation.de, 19. Oktober 2018, abgerufen am 30. Mai 2019.
- Weißkopf, M. (2017); Rückzug geht gar nicht, Wissenschaftsmanagement online
- Weißkopf, M. / Hoffmann E. (2016); Qualität ist kein Zufall; Regelwerk für gute Wissenschafts-PR; in Wissenschaftsmanagement, Ausgabe 05/2016
- Siggener Aufruf und Leitlinien für eine gute Wissenschaftskommunikation; online (Memento vom 24. Oktober 2014 im Internet Archive)
- Britta Eisenbarth, Markus Weißkopf: Science Slam: Wettbewerb für junge Wissenschaftler. In: Beatrice Dernbach, Christian Kleinert, Herbert Münder (Hrsg.): Handbuch Wissenschaftskommunikation. VS Verlag für Sozialwissenschaften, Wiesbaden 2012, ISBN 978-3-531-17632-1, S. 155–163.